# Etan Patz
Etan Kalil Patz (ur. 9 października 1972 w Nowym Jorku, zaginął 25 maja 1979, w 2001 r. został uznany za zmarłego) – miał 6 lat, kiedy 25 maja 1979 roku zaginął na Dolnym Manhattanie w Nowym Jorku. Był pierwszym zaginionym dzieckiem, którego zdjęcie zostało umieszczone na kartonach z mlekiem.
6-letni Etan Patz zaginął 25 maja 1979 roku w dzielnicy SoHo na Manhattanie. Chłopiec po raz pierwszy sam szedł na przystanek, skąd miał go zabrać szkolny autobus. Etan na miejsce nigdy nie dotarł, a ślad po nim zaginął. Etan był najintensywniej poszukiwaną osobą w Stanach Zjednoczonych. Dzień zaginięcia Etana, jest obchodzony jako Narodowy Dzień Zaginionych Dzieci. Mimo zakrojonych na szeroką skalę poszukiwań, nie przyniosły one oczekiwanych skutków. W 2001 Etan został oficjalnie uznany za zmarłego, chociaż śledztwo zawieszono już dużo wcześniej.